# WMEM (FM)
WMEM-FM ist eine US-Radiostation in Presque Isle (Maine). Sie gehört zur Maine Public Broadcasting Corporation. Der Sender operiert auf UKW 106,1 MHz mit 100 kW.